# Arthur Berthelet
Arthur Berthelet (Milwaukee, 12 ottobre 1879 – Vista, 16 settembre 1949) è stato un regista cinematografico e attore teatrale statunitense.

## Biografia
Nacque nel Wisconsin, a Milwaukee, il 12 ottobre 1879. Attore proveniente dal teatro, recitò anche a Broadway dove il suo nome apparve in cartellone in alcuni spettacoli andati in scena nelle stagioni che vanno dal 1900 al 1913.
Lavorò come regista per il cinema e, in dieci anni (dal 1915 al 1925), diresse una ventina di film. In seguito, negli anni trenta/quaranta, lavorò ancora per il cinema come direttore dialoghi. 
Morì il 16 settembre 1949 a Vista, in California, all'età di 69 anni.

## Filmografia
- Twice Into the Light - cortometraggio (1915)
- The Misleading Lady  (1916)
- The Primitive Strain - cortometraggio (1916)
- Vultures of Society, co-regia di E.H. Calvert (1916)
- The Havoc (1916)
- Sherlock Holmes (1916)
- Orphan Joyce - cortometraggio (1916)
- The Return of Eve (1916)
- The Chaperon (1916)
- The Little Shoes (1917)
- Aladdin Up to Date - cortometraggio (1917)
- Pass the Hash, Ann - cortometraggio (1917)
- The Saint's Adventure (1917)
- The Quarantined Bridegroom - cortometraggio (1917)
- The Golden Idiot (1917)
- Pants (1917)
- Young Mother Hubbard (1917)
- Young America (1918)
- Men Who Have Made Love to Me (1918)
- Penny of Top Hill Trail  (1921)
- Enemies of Youth (1925)